# Hylaeus albocuneatus
Hylaeus albocuneatus är en biart som först beskrevs av Cockerell 1913.  Hylaeus albocuneatus ingår i släktet citronbin, och familjen korttungebin. Inga underarter finns listade i Catalogue of Life.

## Bildgalleri

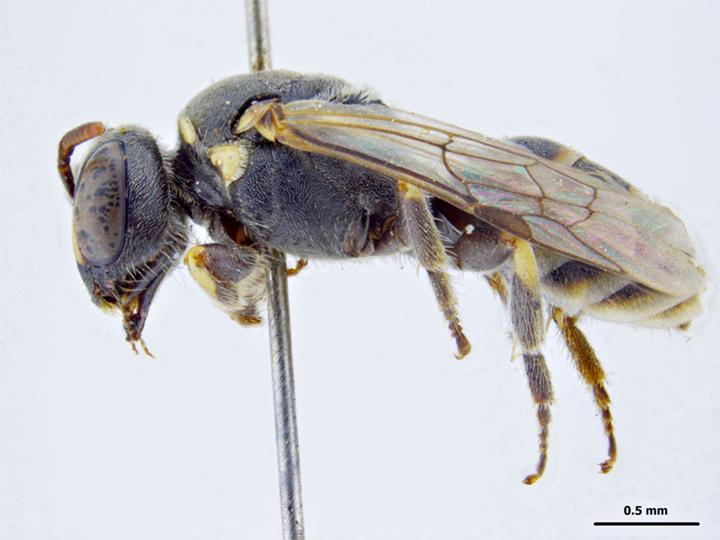
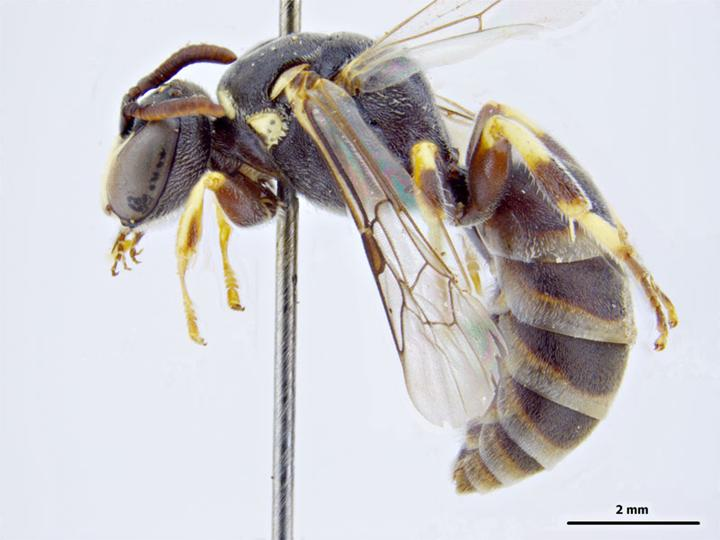